# Andrés Cunha
Andrés Cunha est un arbitre international uruguayen de football né le 8 septembre 1976 à Montevideo.

## Biographie

### Championnat d'Amérique du Sud U20 de 2015
Dans ce championnat sud-américain, joué en Uruguay, il est responsable de l'arbitrage de quatre matchs, deux lors de la phase de groupe et deux lors de la phase finale.
Durant la phase de groupe, il dirige le match d'ouverture du groupe A face au Paraguay et la Bolivie, ainsi qu'un match du même groupe entre l'Argentine et le Pérou. Sélectionné pour arbitrer durant la phase finale, il arbitre le match entre le Paraguay et la Colombie ainsi qu'un match entre l'Argentine et le Brésil.

### Copa América 2015
Il participe à sa première compétition internationale majeure, la Copa América 2015, en remplacement de son compatriote Darío Ubríaco, blessé.
Dans cette édition de la Copa América, jouée au Chili, il arbitre le premier match du groupe C entre la Colombie et le Venezuela.
Il arbitre également le troisième match du groupe A entre le Chili et la Bolivie. En quart de finale, il est responsable de l'arbitrage du match entre le Brésil et le Paraguay.

### Éliminatoires sud-américaines de la Coupe du monde 2018
Lors des éliminatoires de la Coupe du monde 2018, Andrés est responsable de l'arbitrage de quatre des quatre-vingt-dix matchs joués.
Il arbitre la rencontre entre le Paraguay et l'Argentine à Asunción le 13 octobre 2015. Un peu plus d'un an plus tard, le 10 novembre 2016, il arbitre l'affrontement entre le Venezuela et la Bolivie, pour le compte de la onzième journée des éliminatoires. Il arbitre ensuite deux rencontres durant les 14e et 15e journées.

### Coupe du monde de football 2018
Lors de la Coupe du monde 2018 en Russie, il est nommé pour arbitrer le match d'ouverture du Groupe C entre la France et l'Australie. Lors de ce match, il devient le premier arbitre en Coupe du monde à utiliser la VAR, afin d'accorder un penalty en faveur de l'équipe de France.
Le 18 juin, il est nommé pour arbitrer le match entre l'Iran et l'Espagne du groupe B. Le 8 juillet 2018, il arbitre son troisième et dernier match dans la compétition, lors de la demi-finale entre la France et la Belgique, qui voit les Bleus parvenir en finale (1-0).